# Boult-sur-Suippe
Pour les articles homonymes, voir Boult (homonymie) et Suippe (homonymie).
Boult-sur-Suippe (se prononce "boule sur Suippe") est une commune française, située dans le département de la Marne en région Grand Est.

## Géographie

### Localisation
Située dans la plaine de Champagne, à 15 km au nord-est de Reims, elle est traversée par la Suippe. Commune du département de la Marne, elle est limitrophe de celui des Ardennes.
Au Moyen Âge, Boult compte deux écarts : la Bricogne, maison forte édifiée durant l’époque mérovingienne et détruit pendant la guerre de Cent Ans et le hameau de Ferrières, cité au XIIIe siècle sur la Chaussée romaine de Reims à Cologne.

### Communes limitrophes
| Houdilcourt              | Sault-Saint-Remy | Roizy, L'Écaille |
| Saint-Étienne-sur-Suippe | Boult-sur-Suippe | Bazancourt       |
| Fresne-lès-Reims         | Pomacle          |                  |

### Hydrographie

#### Réseau hydrographique
La commune est dans la région hydrographique « la Seine du confluent de l'Oise (inclus) à l'embouchure » au sein du bassin Seine-Normandie. Elle est drainée par la Suippe, divers bras de Décharge du Moulin, divers bras de la Suippe et divers autres petits cours d'eau,.
La Suippe, d'une longueur de 82 km, prend sa source dans la commune de Tailly et se jette  dans l'Aisne à Saint-Juvin, après avoir traversé 27 communes.

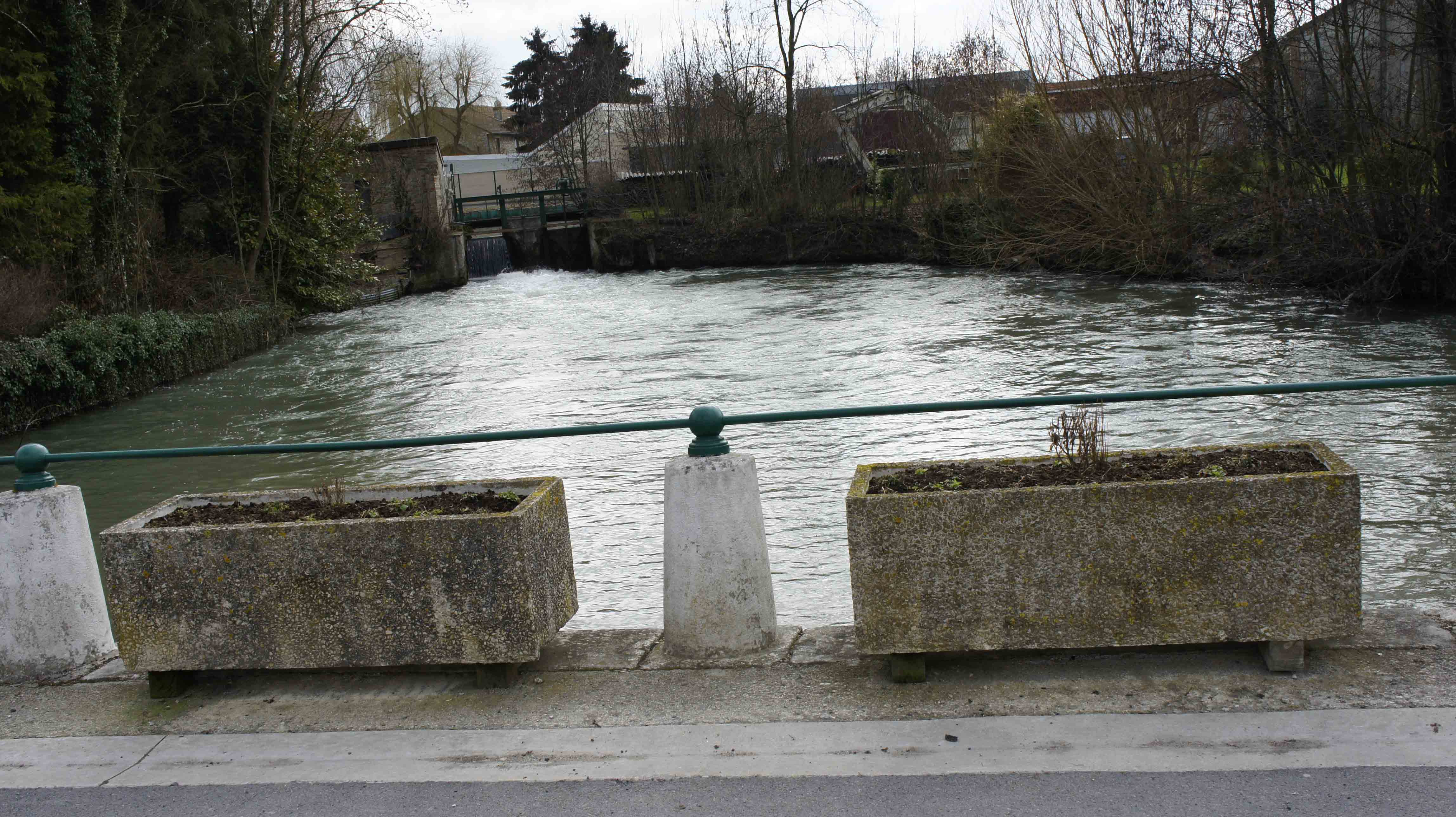
La Suippe.
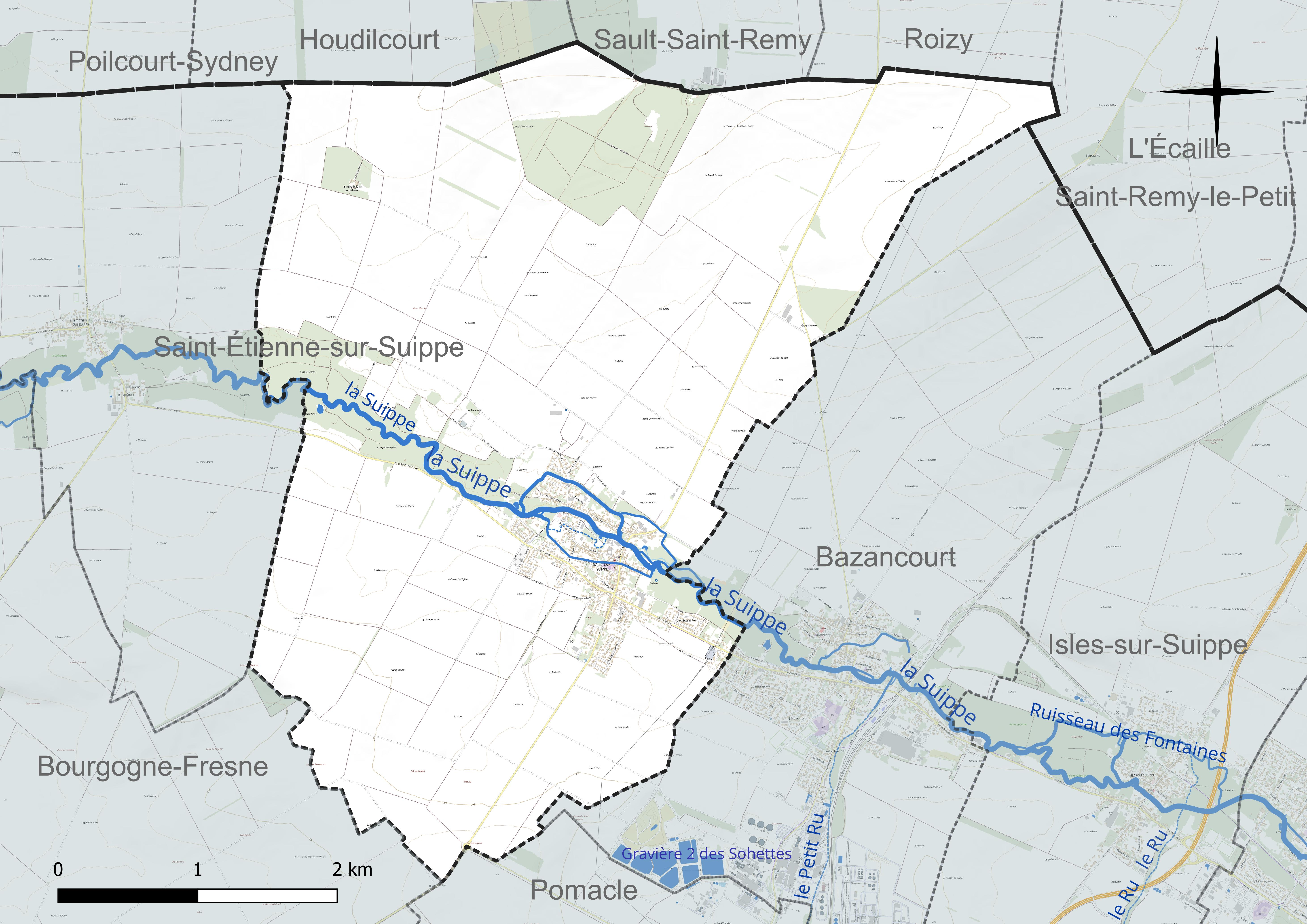
Réseau hydrographique de Boult-sur-Suippe.

#### Gestion et qualité des eaux
Le territoire communal est couvert par le schéma d'aménagement et de gestion des eaux (SAGE) « Aisne Vesle Suippe ». Ce document de planification, dont le territoire s’étend sur 3 096 km2 répartis sur trois départements (Aisne, Marne et Ardennes) et deux régions (Champagne-Ardenne et Picardie), a été approuvé le 16 décembre 2013. La structure porteuse de l'élaboration et de la mise en œuvre est le Syndicat d’aménagement des bassins Aisne Vesle Suippe (SIABAVES).
La qualité des cours d’eau peut être consultée sur un site dédié géré par les agences de l’eau et l’Agence française pour la biodiversité.

### Climat
Pour des articles plus généraux, voir Climat du Grand Est et Climat de la Marne.
En 2010, le climat de la commune est de type climat océanique dégradé des plaines du Centre et du Nord, selon une étude du Centre national de la recherche scientifique s'appuyant sur une série de données couvrant la période 1971-2000. En 2020, Météo-France publie une typologie des climats de la France métropolitaine dans laquelle la commune est exposée à un climat océanique altéré et est dans la région climatique Nord-est du bassin Parisien, caractérisée par un ensoleillement médiocre, une pluviométrie moyenne régulièrement répartie au cours de l’année et un hiver froid (3 °C).
Pour la période 1971-2000, la température annuelle moyenne est de 10,4 °C, avec une amplitude thermique annuelle de 15,4 °C. Le cumul annuel moyen de précipitations est de 679 mm, avec 11,4 jours de précipitations en janvier et 8,6 jours en juillet. Pour la période 1991-2020, la température moyenne annuelle observée sur la station météorologique de Météo-France la plus proche, « Mailly-civc », sur la commune de Mailly-Champagne à 24 km à vol d'oiseau, est de 11,2 °C et le cumul annuel moyen de précipitations est de 755,5 mm. 
La température maximale relevée sur cette station est de 39,8 °C, atteinte le 25 juillet 2019 ; la température minimale est de −20 °C, atteinte le 16 janvier 1985,,.
Les paramètres climatiques de la commune ont été estimés pour le milieu du siècle (2041-2070) selon différents scénarios d'émission de gaz à effet de serre à partir des nouvelles projections climatiques de référence DRIAS-2020. Ils sont consultables sur un site dédié publié par Météo-France en novembre 2022.

## Urbanisme

### Typologie
Au 1er janvier 2024, Boult-sur-Suippe est catégorisée petite ville, selon la nouvelle grille communale de densité à sept niveaux définie par l'Insee en 2022.
Elle appartient à l'unité urbaine de Bazancourt, une agglomération intra-départementale regroupant deux  communes, dont elle est une commune de la banlieue,,. Par ailleurs la commune fait partie de l'aire d'attraction de Reims, dont elle est une commune de la couronne,. Cette aire, qui regroupe 294 communes, est catégorisée dans les aires de 200 000 à moins de 700 000 habitants,.

### Occupation des sols
L'occupation des sols de la commune, telle qu'elle ressort de la base de données européenne d’occupation biophysique des sols Corine Land Cover (CLC), est marquée par l'importance des territoires agricoles (86,4 % en 2018), une proportion sensiblement équivalente à celle de 1990 (86,6 %). La répartition détaillée en 2018 est la suivante : 
terres arables (86,4 %), forêts (9 %), zones urbanisées (4,6 %). L'évolution de l’occupation des sols de la commune et de ses infrastructures peut être observée sur les différentes représentations cartographiques du territoire : la carte de Cassini (XVIIIe siècle), la carte d'état-major (1820-1866) et les cartes ou photos aériennes de l'IGN pour la période actuelle (1950 à aujourd'hui).

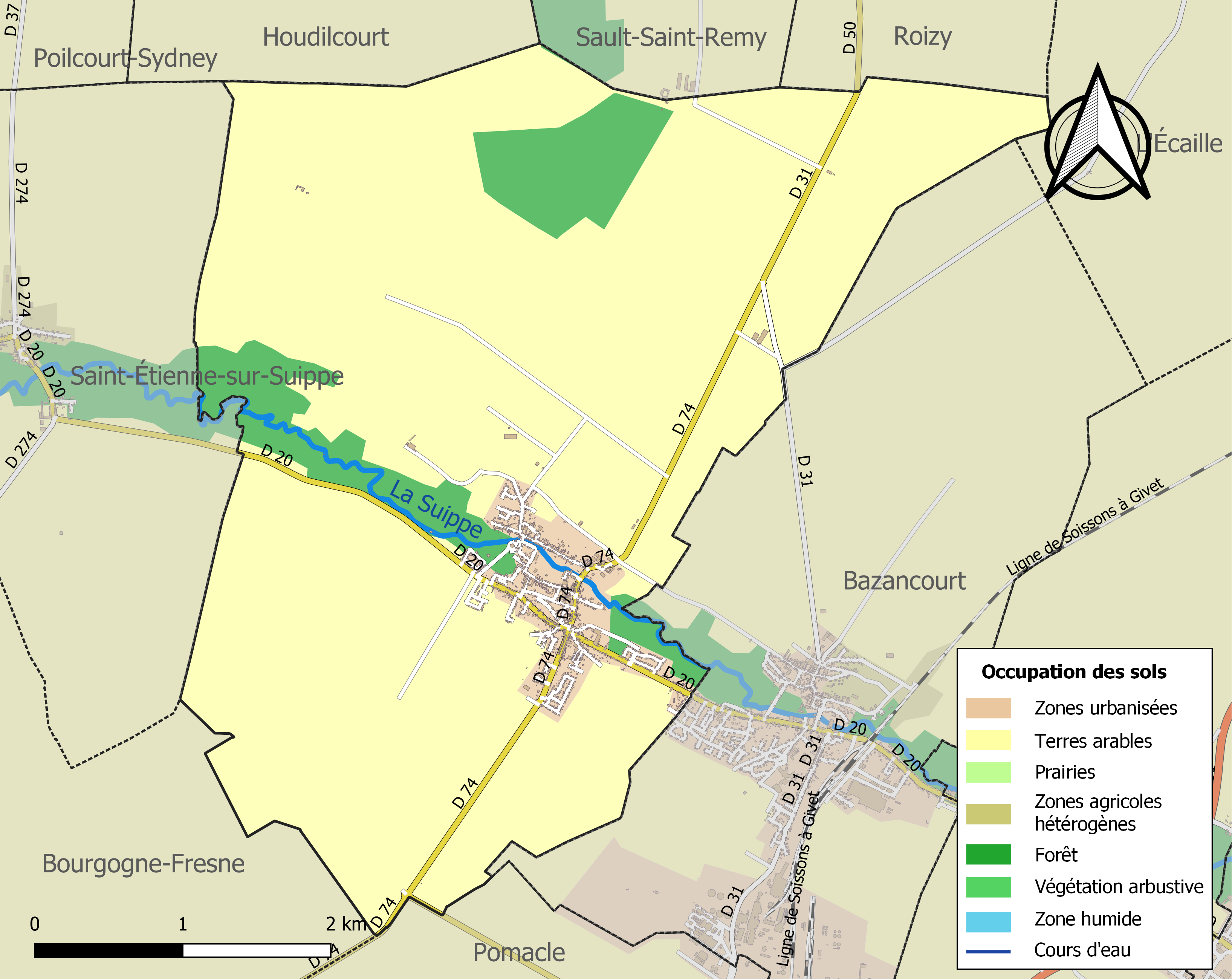
Carte des infrastructures et de l'occupation des sols de la commune en 2018 (CLC).

## Toponymie
La première trace étymologique de ce village date de 1213 : Bou, puis Bodillum en 1226 ; Boul, 1384 ; Boult, 1394. La commune est instituée par la Révolution française sous le nom de Boult. Elle ne prend qu'ultérieurement le nom de Boult-sur-Suippe.

De l'oïl boul « bouleau » , d'origine gauloise, *Betullus, variante masculine de betulla « bouleau ». Ce nom serait dérivé de Bodium, diminutif qui désigne une habitation, une manse[réf. nécessaire].
La Suippe est une rivière des départements de la Marne et de l'Aisne, dans les deux régions Grand Est et Hauts-de-France, qui se jette dans l'Aisne en rive gauche et un sous-affluent de la Seine, par l'Oise.
Les habitants de Boult-sur-Suippe s'appellent les Bouquins et les Bouquines.

## Histoire
Les premières traces de fréquentation du territoire de Boult-sur-Suippe remontent au Néolithique, vers 5000 à 4500 av. J.-C.

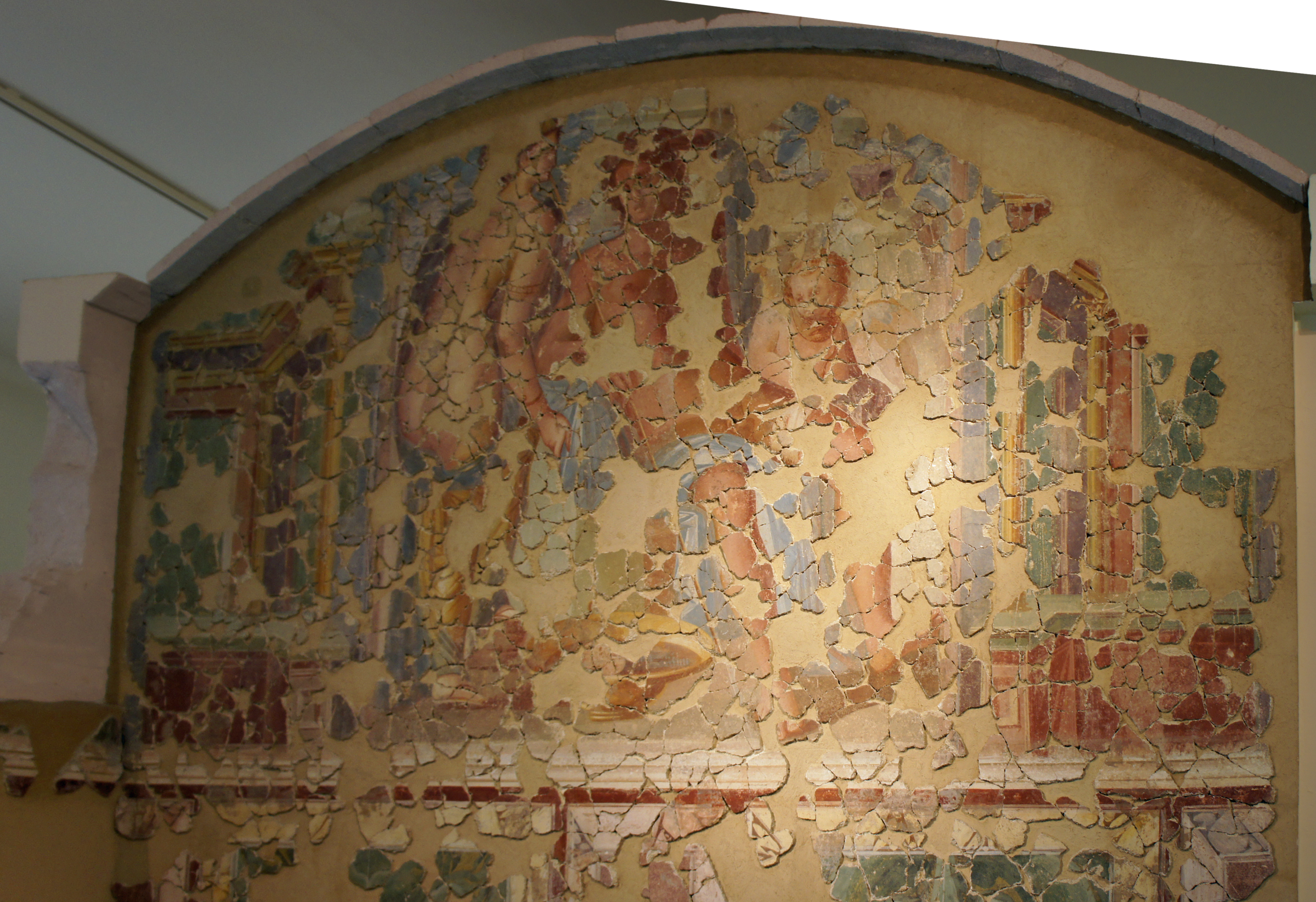
La Mort d’Adonis, fresque, Reims, musée Saint-Remi.

Sous l’Empire romain, un site est occupé sur la voie romaine de Reims à Cologne, site important à l’époque gallo-romaine comme le révèle la découverte en 1984, lors de travaux de terrassement, d’un mausolée décoré de 4 500 fragments d'une fresque représentant la mort d’Adonis. Trois personnages occupent le centre de la scène : Éros qui panse Adonis blessé, trépassant dans les bras d'Aphrodite. Les couleurs employées — carmin, mauve, rose, turquoise — le sont rarement dans ce type de réalisation.
En 2022, des archéologues de l'INRAP mettent au jour les vestiges d'un théâtre romain en bois, dont le diamètre faisait plus de 65 m.
Les guerres ravagent la vallée de la Suippe : les guerres de Religion (1560-1598), la Fronde (1648-1658) et la guerre de Succession d'Espagne (1701-1713). Mais ce sont les éléments naturels qui causent le plus de destructions au village. L’inondation en 1784 atteint son apogée le 22 février à 19 heures. Pour prévenir un désastre similaire, le village est déplacé plus haut et l’église se trouve de fait excentrée. À la veille de la Révolution française, les débordements successifs de la Suippe ont ruiné les villageois.
La commune de Boult, instituée par la Révolution française, absorbe entre 1790 et 1794 celle de Ferrières.
Les deux guerres mondiales ont éprouvé la population, les infrastructures (ports et usines) et le terroir (champs bouleversés par les obus, les tranchées, les réseaux de barbelés…).
Première Guerre mondiale
Le 11 septembre 1914, les Allemands font leur entrée à Boult et l’empereur d’Allemagne Guillaume II vient rendre visite à ses troupes. Pendant cette occupation allemande il y avait dans le village un hôpital et un cimetière militaire de la Première Guerre mondiale. Au lieu-dit les Golets été découvert en 2016 par l'Inrap ce lieu d'inhumation qui avait été transféré au cimetière militaire allemand de Saint-Étienne-à-Arnes, il restait cependant les traces des sépultures, des monuments mais aussi de nombreux corps et restes humains. Dans ce cimetière, les Allemands avaient enterré dès 1914 des militaires morts au front mais aussi des victimes décédées à l'hôpital.
Ce n’est que tardivement, le 1er novembre 1918 que le village est entièrement évacué, il est alors dans la zone de la 19e division d'infanterie.
Le retour des habitants se fait progressivement en décembre 1918 et au cours de l’année 1919. Les réparations sont considérables.
Le village est considéré comme détruit à la fin de la guerre et a  été décoré de la Croix de guerre 1914-1918, le 1er octobre 1920.
Deuxième Gerre mondiale
La Seconde Guerre mondiale apporte aussi son lot de destruction. Les ponts sont détruits par l’armée française ainsi que les maisons environnantes. Le château Saint-Denis–Polliard est détruit par l’explosion du dépôt de munitions français. Les Allemands occupent Boult le 10 juin 1940 vers 17 heures. Le 30 août 1944 à 11 heures, la 90e DI du général Patton libère le village.

## Politique et administration

### Rattachements administratifs et électoraux
La commune se trouve dans l'arrondissement de Reims du département de la Marne. Pour l'élection des députés, elle fait partie depuis 2012 de la première circonscription de la Marne.
Elle fait partie depuis 1793 du canton de Bourgogne. Dans le cadre du redécoupage cantonal de 2014 en France, ce canton, dont la commune est toujours membre, est modifié, passant de  24 à 28 communes.

### Intercommunalité
La commune était membre de la communauté de communes de la Vallée de la Suippe, créée fin 2003.
Dans le cadre des prescriptions du schéma départemental de coopération intercommunale approuvé par le préfet de la Marne le 30 mars 2016 qui  prévoit le regroupement de 144 communes dans une communauté urbaine centrée sur Reims, cette intercommunalité fusionne avec ses voisines pour former, le 1er janvier 2017, le Grand Reims, communauté urbaine dont est désormais membre la commune.

### Démocratie participative
La commune s'est dotée d'un conseil municipal des enfants et des jeunes, qui se réunit en 2019.

## Population et société

### Démographie
L'évolution du nombre d'habitants est connue à travers les recensements de la population effectués dans la commune depuis 1793. Pour les communes de moins de 10 000 habitants, une enquête de recensement portant sur toute la population est réalisée tous les cinq ans, les populations de référence des années intermédiaires étant quant à elles estimées par interpolation ou extrapolation. Pour la commune, le premier recensement exhaustif entrant dans le cadre du nouveau dispositif a été réalisé en 2006.

En 2022, la commune comptait 1 793 habitants, en évolution de +5,04 % par rapport à 2016 (Marne : −1,19 %, France hors Mayotte : +2,11 %).
| 1793  | 1800  | 1806  | 1821  | 1831  | 1836  | 1841  | 1846  | 1851  |
| ----- | ----- | ----- | ----- | ----- | ----- | ----- | ----- | ----- |
| 1 040 | 1 043 | 1 040 | 1 030 | 1 364 | 1 291 | 1 332 | 1 366 | 1 357 |

| 1856  | 1861  | 1866  | 1872  | 1876  | 1881  | 1886  | 1891  | 1896  |
| ----- | ----- | ----- | ----- | ----- | ----- | ----- | ----- | ----- |
| 1 333 | 1 317 | 1 374 | 1 518 | 1 433 | 1 436 | 1 458 | 1 435 | 1 279 |

| 1901  | 1906 | 1911 | 1921 | 1926 | 1931 | 1936 | 1946 | 1954 |
| ----- | ---- | ---- | ---- | ---- | ---- | ---- | ---- | ---- |
| 1 064 | 919  | 916  | 639  | 843  | 809  | 810  | 791  | 770  |

| 1962 | 1968 | 1975 | 1982 | 1990  | 1999  | 2006  | 2011  | 2016  |
| ---- | ---- | ---- | ---- | ----- | ----- | ----- | ----- | ----- |
| 840  | 974  | 938  | 899  | 1 361 | 1 353 | 1 436 | 1 677 | 1 707 |

| 2021  | 2022  | - | - | - | - | - | - | - |
| ----- | ----- | - | - | - | - | - | - | - |
| 1 787 | 1 793 | - | - | - | - | - | - | - |

## Culture locale et patrimoine

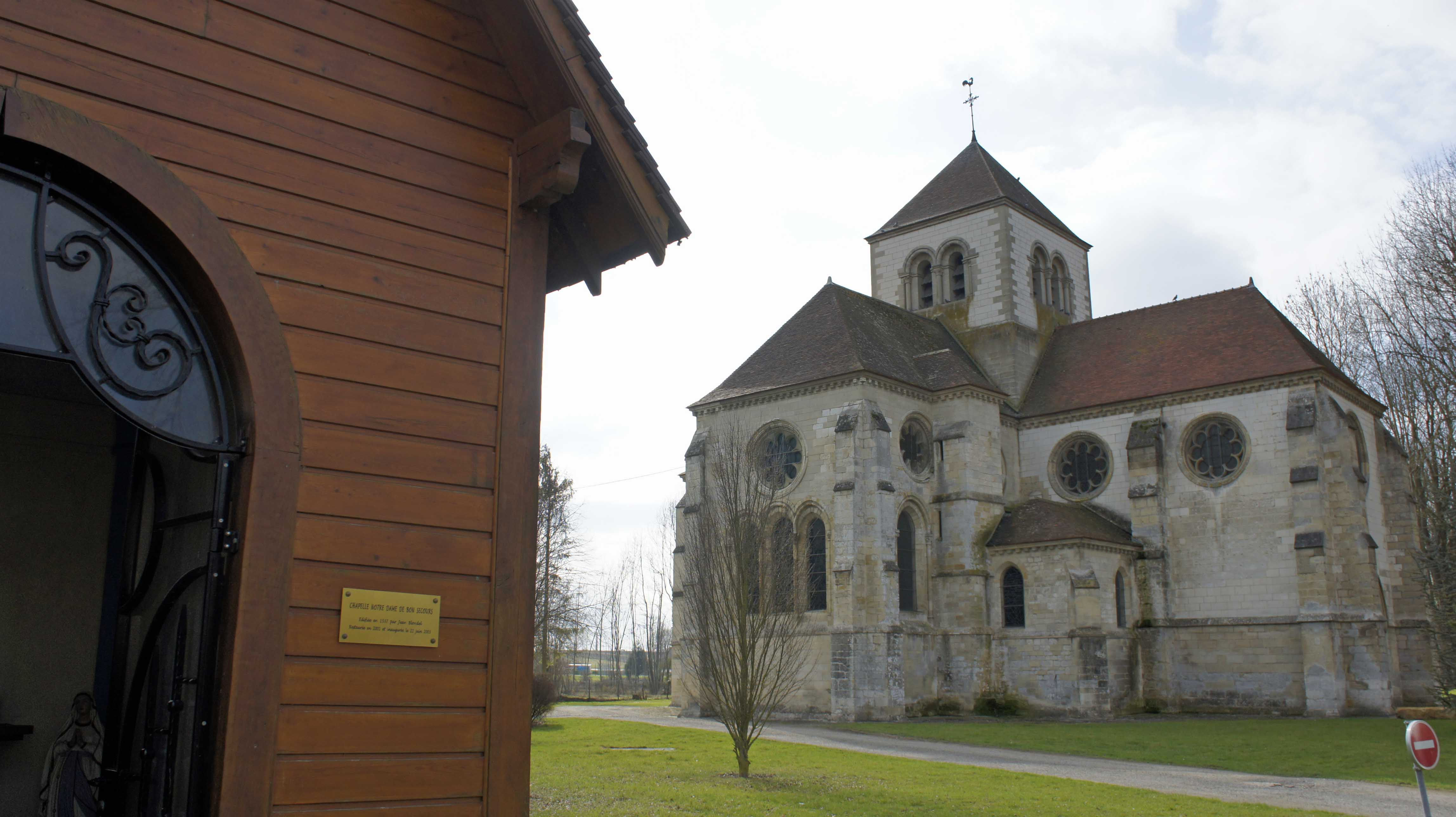
Au premier plan, la chapelle Notre-Dame-du-Bonsecours et au second l'église Sainte-Croix.

### Lieux et monuments
- L'église Sainte-Croix est construite avec des parties des XIIe et XIIIe siècles. Cet ensemble fait l’objet d’un classement au titre des monuments historiques depuis le 30 juillet 1920[37].
- Une chapelle est édifiée en 1537 par Jean Blondel, qui fut reconstruite en 2002.
- Une filature et tissage construite en 1865 par Hennegrave et Barrecle, elle abritait 175 métiers à tisser en 1914 ; cet ensemble fait l’objet d’une inscription au titre des monuments historiques depuis le 24 août 1988[38].
- Le monument aux morts construite par la société des porphyres français ; cet ensemble fait l’objet d’une inscription au titre des monuments historiques depuis le 5 février 2003[39].
- La Pouplie est le nom donné à un peuplier noir plusieurs fois centenaire dont la circonférence est de 9,50 mètres[40] qui est élu plus bel arbre de France par Terre Sauvage[41].
- Plusieurs chemins pédestres ont été aménagés dans la commune[42].

### Personnalités liées à la commune
- Pierre Charlier (1814 - 1893), vétérinaire.
- Gillot Saint-Evre (1791 - 1858), peintre.

### Héraldique
| Armes de Boult-sur-Suippe | Les armes de la commune se blasonnent ainsi : d'azur à la croix d'argent cantonnée, au premier, d'une navette d'or posée en barre, au deuxième, d'une truite aussi d'argent posée en bande adextrée d'une cotice du même, au troisième, d'un bourdon de pèlerin aussi d'or posé en bande et d'une coquille aussi d'argent brochant sur le bourdon, au quatrième, à la gerbe de blé aussi d'or ; au peuplier du même brochant sur le tout. |